# 法戈 (阿肯色州)
法戈（英語：Fargo）是一個位於美國阿肯色州門羅縣的城市。

## 地理
法戈的座標為34°57′19″N 91°10′38″W / 34.95528°N 91.17722°W，而該地的平均海拔高度為61米（即200英尺）。

## 人口
根據2020年美國人口普查的數據，法戈的面積為1.23平方千米，當中陸地面積為1.18平方千米，而水域面積為0.05平方千米。當地共有人口557人，而人口密度為每平方千米46人。